# Euphorbia rudis
Euphorbia rudis es una especie de fanerógama perteneciente a la familia de las euforbiáceas. Es nativa de Sudáfrica y Namibia.

## Descripción
Se trata de una planta suculenta perennifolia, arbusto enano que alcanza un tamaño de  0.1 - 0.25 m de altura, a una altitud de 700 - 765 metros.

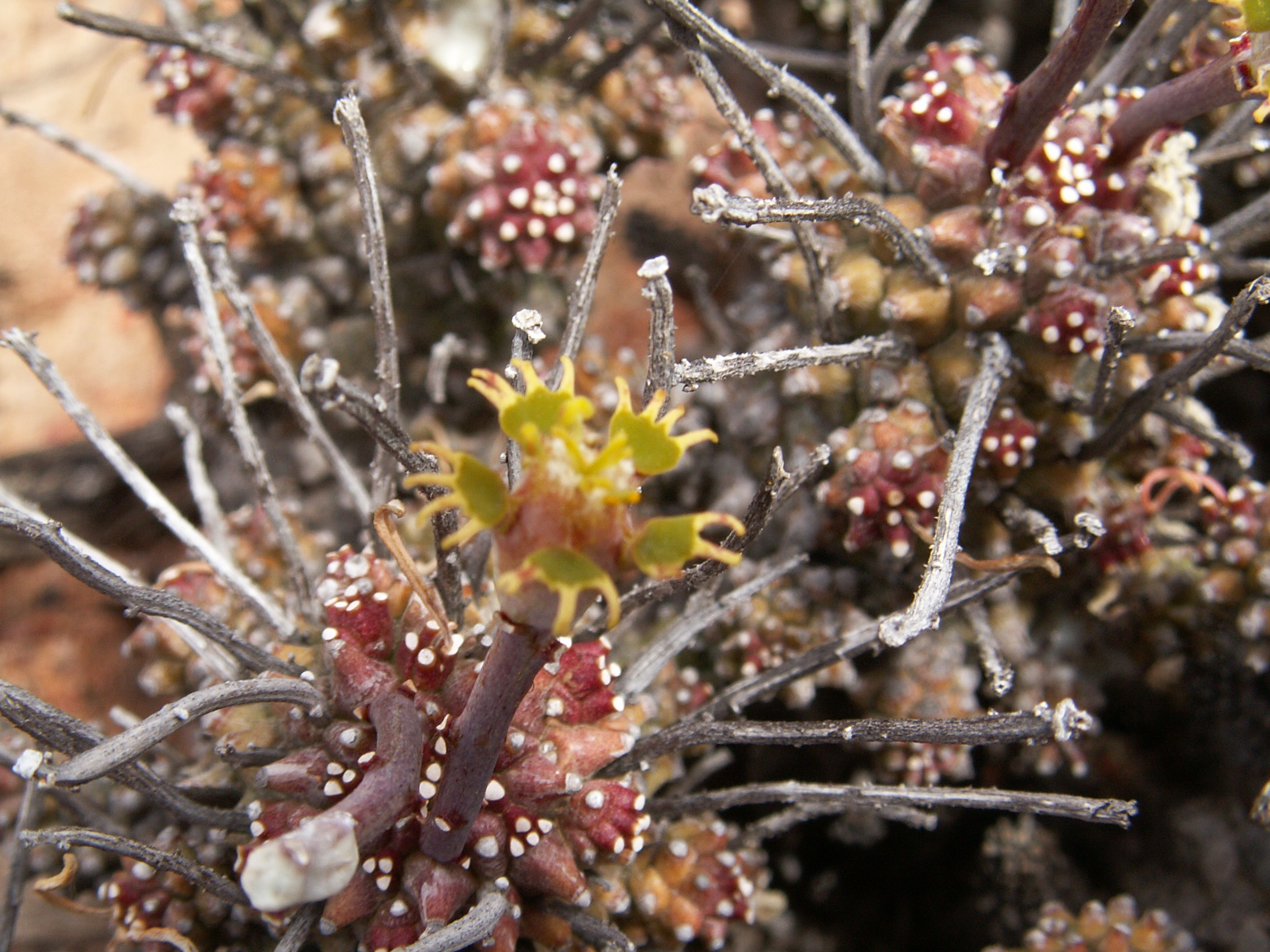
Detalle de la flor en ciato

## Taxonomía
Euphorbia rudis fue descrita por N.E.Br. y publicado en Flora Capensis 5(2): 322. 1915.
Etimología
Euphorbia: nombre genérico que deriva del médico griego del rey Juba II de Mauritania (52 a 50 a. C. - 23), Euphorbus, en su honor – o en alusión a su gran vientre –  ya que usaba médicamente Euphorbia resinifera. En 1753 Carlos Linneo asignó el nombre a todo el género.
rudis: epíteto latino que significa " bruto, sin labrar, grueso".
Sinonimia
- Euphorbia rangeana Dinter ex Jacobsen (1960), nom. nud.[6][7]